# Antonio Mion
Antonio Mion (Treviso, 16 febbraio 1930) è un ex calciatore italiano, di ruolo difensore.

## Carriera
Debutta in Serie B nel 1951 con il Treviso, disputando tre stagioni in serie cadetta per un totale di 58 presenze.
Passa nel 1954 alla SPAL di Paolo Mazza. Sotto la guida tecnica di Bruno Biagini segna la rete che il 24 aprile 1955 consente alla SPAL di pareggiare nel derby con il Bologna.
Dopo un campionato in massima serie con gli estensi, disputa altre sei gare in Serie B con la maglia del Livorno.

## Palmarès

### Club

#### Competizioni nazionali
- Serie C: 1

Treviso: 1949-1950